# Zala (település)
Zala község Somogy vármegyében, a Tabi járásban.

## Fekvése
A község a Balatontól 23 kilométerre, délre fekszik a külső-somogyi dombságban. Északkeleten Sérsekszőlőssel, délkeleten Tabbal, míg nyugaton Kapollyal határos. Zsáktelepülés, közúton csak a 6511-es útból Tab nyugati szélén kiágazó 65 122-es úton közelíthető meg, vasúti közlekedés a faluban nincs. 
A település belterülete 185 méter magasan fekszik az Adriai-tenger szintje felett. Legmagasabb pontja a község északkeleti részén található Halomi-dűlő, mely 269 méter magasan fekszik. A településen átfolyik egy kis patak, a Zalai vízfolyás, mely a Kis-Koppány folyó egyik mellékfolyója. A települést több helyen erdőség veszi körül, mely azonban már napjainkban jóval kisebb területű, mint korábban. Korábban jelentős erdőirtások voltak, 1885 táján vágták ki a Cserháti-erdőt, míg az 1900-as években a Tölösi-erdőt.

## Éghajlata
Az évi napsütéses órák száma ezerkilencszáz körül mozog, míg az évi csapadékmennyiség 650 mm. Az uralkodó széljárás északi, illetve nyugati irányú.

## Története
Első okleveles említése 1278-ból származik, Sola néven. A település neve a szláv sal szóból ered, mely patakot jelent, s ennek személynév változata a Sala. Az első oklevél szerint a birtok a veszprémi káptalan tulajdona volt, majd 1400-ban Zsigmond király Osztopáni Bálintnak adományozta. 1478-ban került a birtok Zichy György tulajdonába. 1512-ben II. Ulászló Zala egy részét Perneszi Imrének adományozta.
A község 1560 körül lett a török hódoltság része, s a hagyomány szerint a törökök egy erősséget emeltek Zalán, a Halomi-dűlőn. A török kiűzése után lassan vándoroltak vissza a lakosok, szervezett betelepítés nem történt.
II. József uralkodása alatt készült hadmérnöki felmérésben a települést Solar néven említik. Az 1780-as években végzett népszámlálás szerint a falu lakossága 478 volt. 1730-ban alakul általános iskola a községben. A Helytartótanács 1741-ben fogadta el a község vásártartási kérelmét, s 1742-ben kapta meg a jogot.
1855-ben kolerajárvány sújtotta a települést, mely 42 áldozatot követelt. 1857-ben a lakosság 664, míg 1870-ben már 726 fő volt. Az 1900-as évek elején a Zichyek a Felvidékről olcsó munkaerőt hozattak, így költözött 20 tót család Bótapusztára. A falu lakossága 1910-ben 946 fő volt, s ebből 106 volt szlovák anyanyelvű. A betelepültek főleg Vágsellyéről érkeztek, innen származik a Kis-Vágsellye elnevezés, mellyel Bótát a helyiek illették.
Az első világháborúban 149 zalai honvéd vett rész. A háborúban odaveszettek száma 20 fő volt. A Tanácsköztársaság ideje alatt a falu ügyeit Dinczkob János irányította, aki megszervezte a vörösőrséget. A Tanácsköztársaság bukása után Dinczkobot 1919. augusztus 25-én a zalai régi temetőben felakasztották. Így ő lett a fehérterror egyetlen zalai áldozata. Emlékére emlékművet állítottak a zalai temetőben, mely később, a mostani önkormányzat udvarára került át.
1921. május 23-án Zalából kivált Sérsekhegy és Szőllőspuszta, s Szőllőssérsek néven önálló községgé alakultak. 1930-ban Zalán is leventeegyesület alakult. A 30-as évek válsága után az új kormánytól, a Gömbös-kormánytól várták a problémák megoldását, s ennek jeleként 1934. szeptember 10-én Vitéz Jákfai Gömbös Gyulát díszpolgárává választotta a község képviselő testülete.
A második világháborúban 1944-ben az 57. szovjet hadsereg 1944. december 3-án érte el Zalát, s ellenállás nélkül a kezükre került. 1952-ben alakult meg a község két termelőszövetkezete, a Kossuth TSZ és a Petőfi TSZ. Az 1956-os forradalom híre Zalára is eljutott, s nagygyűlést tartottak a faluban, de semmilyen megmozdulásra nem került sor. Megszüntették a termelőszövetkezeteket, s létrehozták a Zalai Független Nemzeti Bizottságot. A szabadságharc leverése után 1958-ban újjászervezték a TSZ-t, Előre MgTSZ néven.
A második ötéves tervben készült el a községben a hullaház és ravatalozó, az orvosi rendelő, és ezerkétszáz négyzetméternyi járda is. 1969-ben építették a Dinczkob-emlékoszlopot. 1972-ben kapott szilárd burkolatot a bekötő út. 1974-ben a helyi TSz beolvadt a tabi Béke MGTSZ-be. 1977-ben megszűnt a Zalai Általános Iskola.
A rendszerváltáskor a faluban mindössze 297 lakos élt. 1999-ben vezették be a községbe a vezetékes földgázt. A világháborúkban elhunytak emlékére csak 2000-ben állítottak emléket a templom udvarán. A 2000-es években több infrastrukturális felújítást végeztek, megújult a kultúrház épülete, és 2008-ban a könyvtár is.

## Közélete

### Polgármesterei
- 1990–1994: Szarka László (független)[3]
- 1994–1998: Szarka László (független)[4]
- 1998–2002: Lelik Zoltánné (független)[5]
- 2002–2006: Szarka László (független)[6]
- 2006–2010: Kadlicskó György (független)[7]
- 2010–2014: Kadlicskó György (független)[8]
- 2014–2019: Kadlicskó György (független)[9]
- 2019–2024: Kadlicskó Krisztián (független)[10]
- 2024– : Kadlicskó Krisztián (független)[1]

## A falu részei
- Belsőtelek (két része: Alszeg (Aszeg), Felszeg (Főszeg))
- Halászkúti rét (vagy Halászrét)
- Kishegy
- Halomi-dűlő
- Rétföldek
- Bányosi-dűlő
- Dunáti-dúlő
- Dunáti-alsódűlő
- Dunáti-rét
- Kertalja
- Szállási-dűlő
- Tabi-dűlő
- Szentpáli erdő
- Vadalmási erdő
- Feneketlen
- Burgundi
- Iskola-páskom
- Tölös

## Népesség
A település népességének változása:
| Lakosok száma | 245  | 238  | 245  | 239  | 223  | 230  | 229  |
|               | 2013 | 2014 | 2015 | 2021 | 2022 | 2023 | 2024 |

A 2011-es népszámlálás során a lakosok 94,1%-a magyarnak, 0,4% bolgárnak, 0,4% horvátnak, 0,8% németnek mondta magát (5,5% nem nyilatkozott; a kettős identitások miatt a végösszeg nagyobb lehet 100%-nál). A vallási megoszlás a következő volt: római katolikus 71,8%, református 6,7%, evangélikus 1,7%, görögkatolikus 0,4%, felekezeten kívüli 0,8% (18,5% nem nyilatkozott).
2022-ben a lakosság 89,2%-a vallotta magát magyarnak, 1,8% németnek, 0,4% cigánynak, 0,4% egyéb, nem hazai nemzetiségűnek (9,9% nem nyilatkozott; a kettős identitások miatt a végösszeg nagyobb lehet 100%-nál). Vallásuk szerint 38,6% volt római katolikus, 3,6% református, 0,4% egyéb katolikus, 7,2% felekezeten kívüli (50,2% nem válaszolt).

## Látnivalók

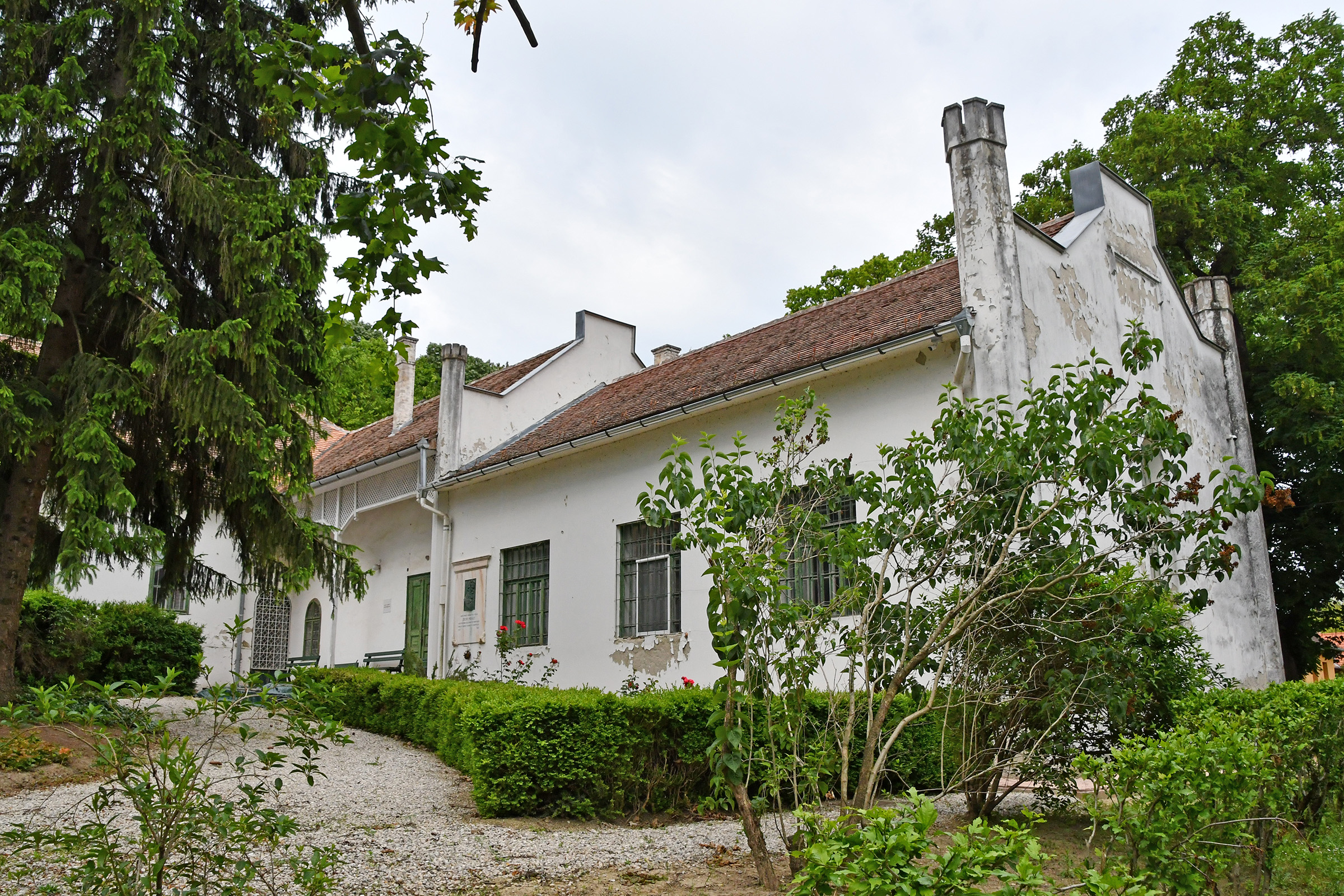
Zichy Mihály Emlékmúzeum

- Zichy Mihály Emlékmúzeum (a volt barokk Zichy-kastélyban vagy más néven Zichy-kúria)
- Urak-kert, természetvédelmi terület
- Bűnbánó Magdolna templom (római katolikus templom)

## A faluhoz kapcsolható ismert személyek
- Itt született 1823-ban Zichy Antal főrendiházi tag, a Kisfaludy Társaság tagja, a Magyar Tudományos Akadémia tiszteleti tagja, az Országos Képzőművészeti Társaság választmányi tagja.
- Itt született 1827-ben Zichy Mihály festő, grafikus.

- Itt végezték ki 1919-ben Dinczkob Jánost, a fehérterror zalai áldozatát (1918-tól lakott a községben).

- 1934-ben lett a falu díszpolgára Gömbös Gyula katonatiszt, miniszterelnök.
- 1938-ban lett díszpolgár Csicsery-Rónay István vezérkari ezredes, aki a honvédségi pályája után itteni birtokain gazdálkodott és jelentős érdemeket szerzett a Zichy-Mihály-emlékmúzeum rendezése terén.